# Gwen
Gwen ist
- ein weiblicher (selten: männlicher) Vorname (männl. Form siehe Gwyn) walisischen Ursprungs, der „weiß“ bedeutet
- eine Kurzform der weiblichen Vornamen Gwendolin, Gwenhwyfar oder Gwenllian[1]

## Namensträgerinnen
- Gwen Bristow (1903–1980), US-amerikanische Schriftstellerin und Journalistin
- Gwen Ffrangcon Davies (1891–1992), britische Theater- und Filmschauspielerin
- Gwen Guthrie (1950–1999), US-amerikanische Sängerin, Pianistin und Songschreiberin
- Gwen Harwood (1920–1995), australische Dichterin
- Gwen Ifill (1955–2016), US-amerikanische Journalistin, Fernseh-Moderatorin und Autorin
- Gwen John (1876–1939), walisische Malerin
- Gwen Jorgensen (* 1986), US-amerikanische Profi-Triathletin
- Gwen Lister (* 1953), namibische Journalistin, Verlegerin, Apartheidsgegnerin
- Gwen McCrae (1943–2025), US-amerikanische Soul- und Disco-Sängerin
- Gwen Obertuck (* 1980), US-amerikanische Sängerin
- Gwen Raverat (1885–1957), englische Künstlerin und Schriftstellerin
- Gwen Stefani (* 1969), US-amerikanische Sängerin
- Gwen Torrence (* 1965), US-amerikanische Leichtathletin und Olympiasiegerin
- Gwen Verdon (1925–2000), US-amerikanische Schauspielerin und Tänzerin
- Gwen Wakeling (1901–1982), US-amerikanische Kostümbildnerin
- Gwen Watford (1927–1994), englische Film-, Theater- und Fernsehschauspielerin

## Namensträger
- Gwen Foster (1903–1954), US-amerikanischer Old-Time-Musiker
- Gwen Giabbani (* 1972), französischer Polizeibeamter und Motorradrennfahrer